# 朱厚𤉷
富城康定王朱厚𤉷（16世纪—1576年），明朝荣庄王朱祐枢的庶五子，明宪宗孙。

## 生平
嘉靖九年（1530年）十一月，明世宗遣會昌侯孫杲等為正使，刑部員外郎陳耀等為副使，持節冊封朱厚𤉷為富城王。
嘉靖十六年（1537年）十二月，世宗遣英國公張溶等為正使、戶科給事中高時等為副使，持節冊封夏氏為富城王妃。
嘉靖十七年（1538年）九月，朱祐樞称四个儿子惠安王朱厚𤋗、永春王朱厚烮、朱厚𤉷、貴溪王朱厚𤎯每年各給祿米千石，不够用，請求增加。戶部上奏，世宗不聽，命如光化王朱載均例給之，以後郡王初封、襲封者都按祖訓給祿米，不得增減。
万历四年（1576年），朱厚𤉷過世。
因朱厚𤉷和淮府嘉興王朱厚爖、岷府建德王朱定𤈍、周府博平王朱睦柯、鄢陵王朱睦枸、奉新王朱勸𤈪、儀封王朱在鑾、代府棗強王朱充燤、晉府義寧王朱慎鑠、趙府平鄉王朱厚燝、靖遠伯王學詩、清平伯吳家彥、太子太保尚書兼文淵閣大學士趙貞吉先後病故，在禮部请求下，万历四年（1576年）十二月，明神宗輟朝一日，不鳴鐘鼓，服淺淡色，文武百官各自按例着素服角帶上朝。
嫡长子朱载壔于万历七年（1579年）袭封。